# Judikje Simons
Judikje Simons (* 20. August 1904 in Den Haag; † 20. März 1943 im Vernichtungslager Sobibor) war eine niederländische Kunstturnerin.

## Sportlicher Werdegang
Simons gewann als Reserveturnerin bei den Olympischen Spielen 1928 in Amsterdam gemeinsam mit Elka de Levie, Helena Nordheim, Anna Polak, Estella Agsteribbe, Jacoba Stelma, Jacomina van den Berg, Alida van den Bos, Anna van der Vegt, Petronella van Randwijk und Hendrika van Rumt die Goldmedaille im Mannschaftswettbewerb.

## Weiterer Lebensweg und Ermordung
Fünf der zwölf Turnerinnen der niederländischen Goldriege waren jüdischer Abstammung, so auch Judikje Simons, später Themans-Simons.
Am 1. Mai 1935 heiratete sie Bernhard Salomon Themans. Beide lebten in der Centraal Israëlitisch Weeshuis in Utrecht, wo sie als Pflegeeltern für Waisenkinder angestellt waren. Nach dem Überfall des Deutschen Reiches auf die Niederlande wurde das Ehepaar mit seinen Kindern und den Pflegekindern sowie dem gesamten Personal des Waisenhauses deportiert.
Im März 1943 wurde Simons gemeinsam mit ihrem Ehemann, ihrer fünfjährigen Tochter Sonja und ihrem dreijährigen Sohn Leon im Vernichtungslager Sobibor ermordet.
Außer Simons wurden auch Helena Nordheim, Anna Polak, Estella Agsteribbe sowie ihr Trainer Gerrit Kleerekoper von den Nationalsozialisten ermordet. Elka de Levie überlebte als einziges jüdisches Mitglied des Siegerteams von 1928.

## Gedenken

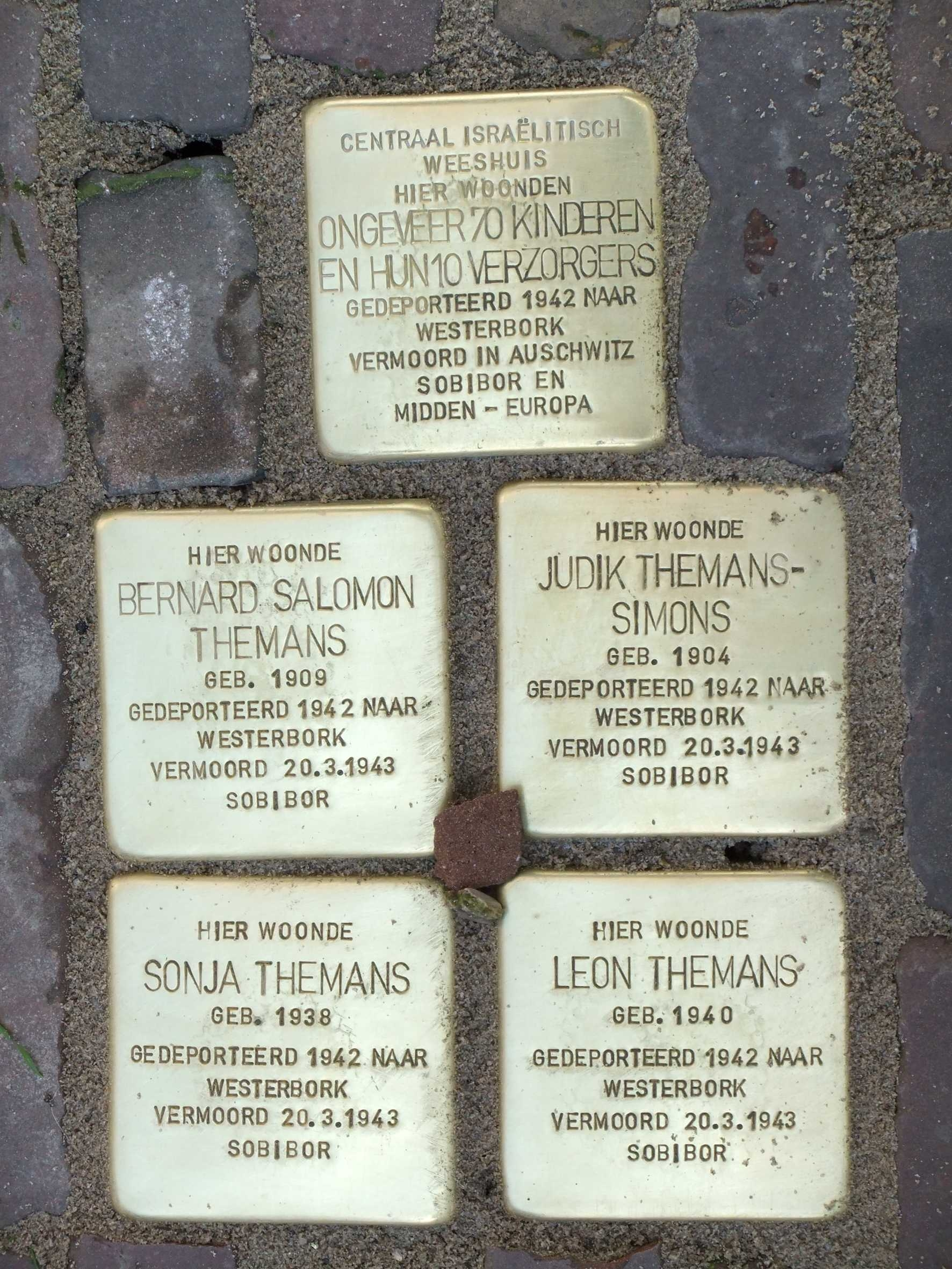
Stolpersteine an der Utrechter Nieuwegracht

Im Jahr 2010 wurden fünf Stolpersteine des deutschen Künstlers Gunter Demnig zur Erinnerung an die Opfer auf dem Bürgersteig vor dem ehemaligen Waisenhaus verlegt.